# الشماعية
الشّمّاعية (بالإنجليزية: ECHEMAIA) هي مدينة مغربية تقع في الجزء الغربي من إقليم اليوسفية، على المحور الطرقي الرابط ما بين آسفي ومراكش من جهة، واليوسفية وشيشاوة من جهة ثانية. مساحتها 30 كلم² وعدد سكانها 41.859 نسمة (إحصاء 2014) أغلبهم من قبيلة أحمر. تاريخ إنشاء مدينة الشماعية يرجع إل عهد المولى إسماعيل الذي شيد مدرسة الأمراء العلويين بالمنطقة، وكان يبعث إليها بأبنائه الأمراء لتعلم الرماية والفروسية على يد شرفاء النواصر. وفي نفس الوقت ، كانوا يتلقون دروسا في القرآن وأصول الشريعة الإسلامية.
الرواية الشفوية المحلية تشير إلى ارتباط اسم " الشماعية " بصناعة الشمع، لكن تداول اسم (القصبة) سواء في الموروث الشعبي، أو من طرف سكان المناطق المحيطة بالمدينة، لا زال معمولا به، وهو ما جعلنا نأخذ بالرواية التي تشير، إلى أن الشماعية كانت في السابق تحمل اسم (القصبة الإسماعيلية) نسبة إلى السلطان المولى إسماعيل، الذي أقام بها باعتبارها نقطة استراتيجية قصبة كانت ترابط بها حامية عسكرية وبما أنهم ينطقون السين شينا، فقد تحولت الإسماعيلية إلى الشماعية.

## وصلات خارجية
- عراقة التاريخ بالشماعية
- بحيرة زيما مصدر الملح بالشماعية
- المركز المغربي لحقوق الإنسان بالشماعية ينصب خيمة التضامن مع غزة